# Contea di Abbeville
La contea di Abbeville (in inglese, Abbeville County) è una contea dello Stato della Carolina del Sud, negli Stati Uniti. La popolazione al censimento del 2000 era di 26 167 abitanti (26 133 stimati nel 2005). Il capoluogo di contea è Abbeville.

## Geografia fisica
La contea ha una dimensione di 1 324 km², con una densità di 19,74 abitanti per km².
La contea si trova nel nord-ovest dello Stato, al confine con la Georgia. Si colloca in una regione collinare. Il fiume Saluda forma il confine nord-est.

### Contee confinanti
- Contea di Greenville - nord
- Contea di Laurens - nord-est
- Contea di Greenwood - est
- Contea di McCormick - sud
- Contea di Elbert (Georgia) - ovest
- Contea di Anderson - nord-ovest

## Storia
La contea di Abbeville fu costituita nel 1785 e fu chiamata come la cittadina francese di Abbeville. L'area era abitata dai nativi Cherokee quando arrivarono i coloni europei nel 1758.

## Comuni

### City
- Abbeville

### Towns
- Calhoun Falls
- Donalds
- Due West
- Honea Path
- Lowndesville
- Ware Shoals

### Census-designated places
- Antreville
- Lake Secession